# Чэнь Синьхуа
Чэнь Синьхуа́ (кит. упр. 陈新华, пиньинь Chén Xīnhuá; род. 30 января 1960, Фуань, Фуцзянь) — китайский и английский игрок в настольный теннис, чемпион мира и Азии, призёр чемпионатов Европы.

## Биография
Родился в 1960 году в провинции Фуцзянь (КНР). На чемпионате Азии 1978 года стал обладателем золотой медали в составе команды и бронзовой — в личном первенстве. На чемпионате мира 1981 года стал обладателем серебряной медали в смешанном разряде, на чемпионате мира 1983 года повторил этот результат. На чемпионате мира 1985 года стал обладателем золотой медали в составе команды и завоевал бронзовую медаль в смешанном разряде; в 1985 году он также стал обладателем золотой медали Кубка мира в личном первенстве. На чемпионате мира 1987 года стал обладателем золотой медали в составе команды и завоевал бронзовую медаль в личном первенстве.
Впоследствии эмигрировал в Великобританию и в 1990 году получил английское гражданство. В 1990 году стал обладателем бронзовой медали кубка мира в составе команды. В 1992 году стал обладателем серебряной медали чемпионата Европы в составе команды.